# دوريان ويست
دوريان ويست (بالإنجليزية: Dorian West)‏ هو لاعب اتحاد الرغبي بريطاني، ولد في 5 أكتوبر 1967 في ريكسهام في المملكة المتحدة.

## وصلات خارجية
- دوريان ويست على موقع دوري الرغبي الممتاز (الإنجليزية)
- دوريان ويست عل موقع إسبنسكروم (الإنجليزية)